# Valdo
Valdo Cândido de Oliveira Filho (Siderópolis, 12 de janeiro de 1964) é um ex-treinador e ex-futebolista brasileiro que atuava como meio-campista. Atualmente é comentarista esportivo pelo Canal 11.

## Carreira como jogador

### Figueirense
Valdo iniciou sua carreira nas categorias de base do Figueirense, tendo disputado algumas poucas partidas pela equipe profissional.

### Grêmio
O jogador foi contratado pelo Grêmio no ano de 1984. Valdo recebeu poucas oportunidades em jogos oficiais em seu primeiro ano no Tricolor. Em 1985, após dois anos de adaptação e amadurecimento, o Valdo finalmente passou a ser titular do time. Com a chegada do técnico Rubens Minelli, ele destacou-se como ponta-esquerda, mostrando velocidade, drible e um incrível condicionamento físico.
Em 1987, Pelé afirmou que Valdo era o melhor jogador do futebol brasileiro.
Jogou por quatro anos no Grêmio (de 1984 a 1988) ganhando títulos tais como quatro campeonatos estaduais (1985, 1986, 1987 e 1988).

### Benfica
Valdo foi contratado pelo Benfica em 1988. Realizou sua estreia pelo Glorioso no dia 28 de agosto, frente ao Espinho, numa partida que acabou empatada por 2–2, válida pelo Campeonato Português. Marcou seu primeiro gol pelo time num jogo de ida da Copa da UEFA (atual Liga Europa), aos 82’ onde o Benfica venceu o Montpellier, na França, por 3–0.
Encerrou sua passagem pelos Encarnados com 184 jogos e 29 gols em quatro temporadas e meia (contando sua segunda passagem) e conquistando quatro troféus (dois campeonatos nacionais, uma Taça de Portugal e uma Supertaça Cândido de Oliveira).

### Paris Saint-Germain
O brasileiro foi contratado pelo Paris Saint-Germain em 1991, e com ele chegaram também Ricardo Gomes e Geraldão. Com a chegada do atacante liberiano George Weah, tudo acabou se encaixando e time passou a ser mais respeitado.
Em março de 1993, Valdo ajudou a levar o PSG às semifinais da Copa da UEFA, ao derrotar o poderoso Real Madrid nas quartas de final. A partida de ida foi no Santiago Bernabéu e terminou com vitória merengue, por 3–1. Porém, o jogo de volta, no Parc des Princes, Valdo teve a sua melhor atuação com a camisa do time francês, ajudando com dois passes para gol. Entretanto, o PSG foi eliminado na semifinal pela Juventus de Roberto Baggio. Com a chegada de Raí o PSG, o trio Valdo, Raí e Weah levou o PSG até as semifinais da Liga dos Campeões de 1994–95.
Após quatro anos na cidade luz, Valdo encerrou sua passagem pelo PSG, onde participou de 147 jogos e 14 gols. Além disso, conquistou quatro títulos: foi campeão da Liga Francesa em 1994, faturou duas Copas da França (1992–93 e 1994–95) e uma Copa da Liga (1994–95).

### Retorno ao Benfica
Em 1995, Valdo retornou a Luz numa altura muito complicada do clube, voltou a ser uma peça fulcral do plantel, ajudando os encarnados a vencer duas taças de Portugal.

### Nagoya Grampus
Em 1997, Valdo foi contratado pelo Nagoya Grampus Eight para formar uma dupla de meio-campista com Dragan Stojković.

### Cruzeiro
Tendo sido um dos mais longevos jogadores da história do Brasil, defendeu o clube do Cruzeiro, onde aos 36 anos de idade, teve uma performance surpreendente, jogando com grande velocidade tanto no ataque quanto na marcação. Estreou no dia 19 de julho, numa vitória sobre o Botafogo na cidade de Pouso Alegre. E apesar de sua idade considerada avançada para o futebol, teve na Raposa a melhor média de gols de toda a sua carreira.
No Cruzeiro, entre os anos 1998 e 2000, Valdo foi campeão mineiro (98), da Copa Centro-Oeste (99) e da Recopa Sul-Americana (98).

### Santos
O Santos acertou a contratação de Valdo, 36 anos a época, em 8 de março de 2000, e, pela rescisão, o clube paulista pagou R$ 1 milhão ao Cruzeiro.

### Sport
No dia 21 de março de 2001, o Sport anunciou a contratação de Valdo.

### Atlético Mineiro
Em 12 de julho de 2001, o Atlético Mineiro anunciou a contratação de Valdo.
Valdo deixou o Galo com 28 jogos e dois gols no fim da temporada.

### Retorno ao Grêmio
No dia 20 de dezembro de 2001, Valdo alugou seu passe ao Grêmio até dezembro de 2002, ele voltou ao clube após 14 anos, vendido em 1988 ao Benfica, de Portugal.

### Juventude
Em 2 de setembro de 2002 foi anunciado pelo Juventude.

### São Caetano
O São Caetano contratou Valdo em 2003.[carece de fontes?]

### Botafogo
Valdo chegou no Botafogo 39 anos, por um convite de Levir Culpi e de Bebeto de Freitas para tentar resgatar o clube, que estava na segunda divisão.
Encerrou sua carreira profissional atuando pelo Botafogo, em 2004, aos 40 anos.

### Seleção Brasileira
Valdo jogou pela Seleção Brasileira, pela qual atuou em duas copas, Copa do Mundo de 1986 e a Copa do Mundo de 1990.
Valdo disputou 49 partidas pela Seleção Brasileira. Foram 28 vitórias, 12 empates e nove derrotas. Valdo era ótimo cobrador de faltas, porém marcou apenas quatro gols pela seleção. Ele foi um dos principais jogadores do Brasil na conquista da Copa América de 1989.

## Carreira como treinador
Em 2009, Valdo estreou como técnico de futebol, dirigindo a equipe do União Rondonópolis, mas acabou demitido em fevereiro daquele mesmo ano.
No início de 2011, assumiu o comando do Metropolitano Maringá e em junho de ano, assumiu a gerência profissional do Serra Macaense durante o Campeonato Estadual da Série B do Rio de Janeiro. No ano seguinte assumiu a função de treinador dessa equipe.
Em fevereiro de 2017, assumiu a base da Seleção Congolesa.

## Títulos
Grêmio
- Campeonato Gaúcho: 1985, 1986, 1987 e 1988

Benfica
- Primeira Liga: 1988–89 e 1990–91
- Supertaça Cândido de Oliveira: 1989
- Taça de Portugal: 1995–96

Paris Saint-Germain
- Ligue 1: 1993–94
- Copa da França: 1992–93 e 1994–95
- Copa da Liga Francesa: 1994–95

Cruzeiro
- Campeonato Mineiro: 1998
- Recopa Sul-Americana: 1998
- Copa Centro-Oeste: 1999

Seleção Brasileira
- Copa América: 1989

### Prêmios individuais
- Bola de Prata da revista Placar (seleção do brasileirão): 1998
- Bola de Prata da revista Placar (melhor meia do brasileirão): 1998
- Onze Mondial Awards - Seleção do ano na Europa: 1993